# British Trust for Ornithology
De British Trust for Ornithology (BTO) is een in 1932 opgerichte organisatie, gericht op ornithologie op de Britse eilanden.

## Geschiedenis
De basis voor de BTO werd gelegd tijdens een bijeenkomst in het British Museum in februari 1932. De naam British Trust for Ornithology is in gebruik sinds mei 1933. Een oproep voor fondsenwerving werd in juli 1933 geplaatst in The Times.

## Ringwerk
Naast het observeren en monitoren van vogels doet de BTO ook onderzoek naar individuen. Hiertoe worden vogels geringd. De BTO verzorgt verschillende ringprojecten om onderzoek aan individuele vogels te kunnen doen. De BTO is lid van de European Union for Bird Ringing (EURING), en beheert de EURING Databank.